# Morgan Fairchild
Morgan Fairchild   (Dallas, 3 de febrer de 1950), nom artístic de Patsy Ann McClenny, és una actriu estatunidenca. Es va fer popular en els anys 1970 i 1980 pels seus papers en sèries de televisió.

## Biografia
Era filla de la professora d'institut Martha Jane Hartt McClenny i té una germana que també és actriu anomenada Cathryn Hartt. Des de nena la seva mare la va apuntar en classes d'interpretació i als 10 anys va començar a actuar en funcions de teatre infantils, perllongant la seva trajectòria posterior amb diverses obres en cafès-teatres. Com a dada curiosa, val dir que la seva primera experiència cinematogràfica la va dur a terme com a doble de Faye Dunaway en algunes escenes de Bonnie y Clyde (1967) d'Arthur Penn.

### Inicis en la dècada del 1970
El 1968 es va graduar en l'institut Lake Highland de Dallas i després d'aparèixer com a extra en la pel·lícula A Bullet for Pretty Boy (1970), va decidir provar sort com a actriu.
El 1973 va obtenir el paper de Jennifer Pace en el serial Search for Tomorrow, sèrie en la qual va romandre fins a 1977. A la fi dels 70 la seva bella presència es va fer palpable amb les seves col·laboracions en sèries televisives com Kojak, Happy Days, Police Woman (protagonitzada per Angie Dickinson), Spider-Man, Barnaby Jones i la llegendària Dallas. Va compaginar aquests treballs amb els seus primers papers en telefilms com Escapade (1978), Murder in Music City (1979) i The Memory of Eva Ryker (1980).
Entre 1980 i 1982 va donar vida a Constance Weldon Semple Carlyle, l'esposa de Fielding Carlyle (paper interpretat per Mark Harmon) en el serial Flamingo Road, on també participava el veterà Kevin McCarthy. La sèrie es va emetre durant dues temporades i per la seva interpretació va ser nominada al Globus d'Or el 1982 en la categoria de Millor actriu en sèrie dramàtica.
El 1984 va participar en la sèrie Nines de paper. Entre 1985 i 1986 va fer doblet interpretatiu: primer va ser Burdetta Halloran en els dos lliuraments de la superproducció Nord i Sud (al costat de Patrick Swayze, Elizabeth Taylor i nombroses estrelles) i després va interpretar a Jordan Roberts en la cinquena temporada de Falcon Crest.

### Anys 80 i 90: estrella de sèries
Durant els 80 i 90 va ser una actriu convidada indispensable en infinitat de sèries com a Vacances en el mar, Magnum, Hotel, Llum de lluna, Murphy Brown (treball pel qual va ser nominada a l'Emmy com a Millor actriu convidada de comèdia), Roseanne, Niu buit, Lois i Clark, Diagnòstic assassinat, Cybill, Tocats per un àngel o La Nova Família Addams. De tots aquests treballs el més recordat va ser com Nora Bing, la mare de Chandler (Matthew Perry) en Friends, un paper que va interpretar en 5 episodis.

### Telefilms i pel·lícules
La seva atrafegada agenda laboral es va completar amb diversos telefilms com Com matar a un milionari (1990), Writer's Block (1991), Sherlock Holmes and the Leading Lady (1992), Based on an Untrue Story (1993), Dead Man's Island (1996) o Teenage Confidential (1996). El 1993 va ser secundària en la comèdia L'absurda parada dels monstres (1993). A més va fer cameos interpretant-se a si mateixa en les comèdies Agafa-ho com puguis. L'insult final (1994) i El gurú (1998). El 1996 es va incorporar durant una temporada al serial Hospital general.
Aquestes actuacions els va compaginar amb subproductes de consum videogràfic com a Seducció sense límit (1994), Shattered Illusions (1998), Unshackled (2000), Jungle Juice (2001), Teddy Bears' Pícnic (2002) o Knuckle Sandwich (2004).

Morgan Fairchild el 2007

### Últims treballs
Entre els seus últims treballs televisius figuren les seves col·laboracions especials en Bones, Dona'm un respir, 7 en el paradís, Aquells meravellosos 70 i Two and a Half Men. El 2006 roda la pel·lícula Xoc to the System (2006), el telefilm Initiation of Sarah (2006) i la telenovel·la Fashion House, on també participava Bo Derek. El 2008 estrena la pel·lícula The Steamroom. Participa el 2011 en "I-cupid" interpretant un dels seus millors papers coneguts, Venus.
Va estar casada amb el productor Jack Calmis entre 1969 i 1973.
Com a dades curioses podem assenyalar ha participat en espots publicitaris, ha col·laborat en el programa She's a Lady (2004) i també és l'autora del llibre sobre maquillatge Super Looks. Ha participat en diverses obres teatrals com Crims del cor (2000) i fins i tot va ser la senyora Robinson en un muntatge del Graduat.
En el seu temps lliure col·labora en activitats benèfiques en la lluita contra la SIDA. És aficionada a col·leccionar material sobre Marilyn Monroe i té com a entreteniments l'antropologia i la paleontologia.

## Filmografia
Les seves pel·lícules més destacades són:
| Film | Film                                     | Film                       | Film          | Film |
| Any  | Pel·lícula                               | Paper                      | Notes         |      |
| ---- | ---------------------------------------- | -------------------------- | ------------- | ---- |
| 1967 | Bonnie i Clyde                           | Dobles de Faye Dunaway     | No acreditada |      |
| 1970 | A Bullet for Pretty Boy                  |                            | No acreditada |      |
| 1978 | Escapade                                 | Suzy                       |               |      |
| 1978 | The Initiation of Sarah                  | Jennifer Lawrence          |               |      |
| 1979 | Murder in Music City                     | Dana Morgan                |               |      |
| 1980 | The Memory of Eva Ryker                  | Lisa Eddington             |               |      |
| 1980 | The Dream Merchants                      | Dulcie Warren              |               |      |
| 1981 | The Girl, the Gold Watch & Dynamite      | Stella Walker              |               |      |
| 1982 | La seducció (The Seduction)              | Jamie Douglas              |               |      |
| 1982 | Honeyboy                                 | Judy Wellman               |               |      |
| 1984 | Time Bomb                                | Renee DeSalles             |               |      |
| 1984 | The Zany Adventures of Robin Hood        | Lady Marian                |               |      |
| 1986 | Red Headed Stranger                      | Raysha Shay                |               |      |
| 1987 | Campus Man                               | Katherine Van Buren        |               |      |
| 1987 | Sleeping Beauty                          | Queen                      |               |      |
| 1987 | Deadly Illusion                          | Jane Mallory/Sharon Burton |               |      |
| 1988 | Street of Dreams                         | Laura Cassidy/Eva Bomberg  |               |      |
| 1988 | Killing Blue                             | Lisa                       |               |      |
| 1989 | Phantom of the Mall: Eric's Revenge      | Mayor Karen Wilton         |               |      |
| 1989 | The Haunting of Sarah Hardy              | Lucy                       |               |      |
| 1990 | How to Murder a Millionaire              | Loretta                    |               |      |
| 1990 | Mob Boss                                 | Gina                       |               |      |
| 1990 | Menu for Murder                          | Paula Preston              |               |      |
| 1991 | Even Angels Fall                         | Leslie                     |               |      |
| 1991 | Writer's Block                           | Magenta Hart               |               |      |
| 1991 | Sherlock Holmes and the Leading Lady     | Irene Frances Adler        |               |      |
| 1992 | Just Deserts                             | Catherine Harcourt         |               |      |
| 1993 | Das Paradies am Ende der Berge           | Irmgard Hoelzl             |               |      |
| 1993 | El club dels mutants (Freaked)           | Ella mateixa               |               |      |
| 1993 | Based on an Untrue Story                 | Satin Chow                 |               |      |
| 1994 | Point of Seduction: Body Chemistry III   | Beth Chaney                |               |      |
| 1994 | Test Tube Teens from the Year 2000       | Camella Swales             |               |      |
| 1994 | Naked Gun 33 1/3: The Final Insult       | Ella mateixa               |               |      |
| 1995 | Criminal Hearts                          | District Attorney          |               |      |
| 1995 | Venus Rising                             | Peyton                     |               |      |
| 1995 | Gospa                                    | Sister Fabijana Zovko      |               |      |
| 1996 | Dead Man's Island                        | Valerie St. Vincent        |               |      |
| 1996 | Star Command                             | Cmdr. Sigrid Ivorstetter   |               |      |
| 1997 | Moment of Truth: Into the Arms of Danger | Diana Astin                |               |      |
| 1998 | Shattered Illusions                      | Angie                      |               |      |
| 1998 | Holy Man                                 | Ella mateixa               |               |      |
| 1999 | Nice Guys Sleep Alone                    | Lorraine                   |               |      |
| 2000 | Unshackled                               | Mrs. Rebecca Miller        |               |      |
| 2000 | Held for Ransom                          | Mrs. Kirkland              |               |      |
| 2001 | Peril                                    | Terry                      |               |      |
| 2002 | Teddy Bears' Picnic                      | Courtney Vandermint        |               |      |
| 2002 | I Was a Teenage Faust                    | Babylonia                  |               |      |
| 2004 | Knuckle Sandwich                         | Mrs. Simms                 |               |      |
| 2004 | Arizona Summer                           | Debbie                     |               |      |
| 2006 | Shock to the System                      | Phyllis Hale               |               |      |
| 2006 | The Initiation of Sarah                  | Trina Goodwin              |               |      |
| 2007 | Walk Hard: The Dewey Cox Story           | Ella mateixa               |               |      |
| 2008 | The Sno Cone Stand Inc                   | Cathy Wanton               |               |      |
| 2010 | Life's a Beach                           | Felicia Wald               |               |      |
| 2010 | The Steamroom                            | Sheila                     |               |      |
| 2011 | Boy Toy                                  | Barbra                     |               |      |
| 2011 | Beverly Hills Chihuahua 2                | Ella mateixa               |               |      |
| 2011 | eCupid                                   | Venus                      |               |      |
| 2012 | Spring Break '83                         | mare de Mouth              |               |      |
| 2012 | A Perfect Ending                         | Valentina                  |               |      |
| 2013 | Fighting Back                            | Cheryl                     |               |      |

## Premis i nominacions

### Nominacions
- 1982. Globus d'Or a la millor actriu en sèrie dramàtica per Flamingo Road
- 1990. Emmy a la millor actriu convidada en sèrie còmica per Murphy Brown